# Blue Afternoon
Blue Afternoon är det fjärde studioalbumet med den amerikanske sångaren och låtskrivaren Tim Buckley. Det är hans första självproducerade album och hans debutalbum på Herb Cohen och Frank Zappas skivbolag Straight Records. Albumet lanserades november 1969. Materialet på albumet är mer jazzinspirerat än på Buckleys två första album. Några av låterna var planerade för albumet Happy Sad, men blev inte riktig klara.

## Låtlista
Sida 1
1. "Happy Time" – 3:15
2. "Chase the Blues Away" – 5:14
3. "I Must Have Been Blind" – 3:40
4. "The River" – 5:47

Sida 2
1. "So Lonely" – 3:27
2. "Café" – 5:40
3. "Blue Melody" – 4:55
4. "The Train" – 7:53

Alla låtar skrivna av Tim Buckley.

## Medverkande
- Tim Buckley – 12-strängad gitarr, sång
- Lee Underwood – gitarr, piano
- David Friedman – vibrafon
- John Miller – basgitarr, ståbas
- Jimmy Madison – trummor
- Carter C.C. Collins – congas